# Saint-Louis, Réunion
Saint-Louis là một xã thuộc tỉnh Réunion.